# Черното влечуго
„Черното влечуго“ (на английски: Blackadder) е британски ситком, продуциран от BBC. Първите серии (Black Adder) са написани от Ричард Къртис и Роуън Аткинсън, а останалите от Ричард Къртис и Бен Елтън. В главната роля блести Роуън Аткинсън, в ролята на Болдрик е Тони Робинсън. Общо са снимани 4 сериала с по 6 епизода, както и няколко отделни епизода.

## Серии
- The Black Adder (1983)
- Blackadder II (1985)
- Blackadder The Third (1987)
- Blackadder Goes Forth (1989)

## Специални епизоди
- Blackadder The Cavalier Years (1988)
- Blackadder’s Christmas Carol (1988)
- Blackadder: Back & Forth (1999)

## „Черното влечуго“ в България
В България сериалът започва по Канал 1 в края на 1998 г., Първите четири епизода от първи сезон се излъчват всяка събота от 21-35 през декември, а последните два епизода - в началото на януари 1999, отново в съботните дни . Епизодите от втори, трети и четвърти сезон са излъчвани всеки четвъртък от 18-40 в периода април - август 1999 г.   
Заглавията на четирите сезона са преведени като: "Злосторникът - черното влечуго", "Злостър - черното влечуго 2", "Злостър Трети" и "Злостър продължава напред"   
На 8 февруари 2009 г. започва повторно излъчване по обновения БНТ 1, всяка неделя от 18:20, като дублажът е записан наново и в него ролите се озвучават от артистите Елена Русалиева, Веселин Ранков, Стефан Сърчаджиев-Съра, Здравко Методиев и Христо Чешмеджиев.
През 2008 г. започва излъчване по Диема. Дублажът е на студио Доли. Ролите се озвучават от артистите Антония Драгова, Янина Кашева, Веселин Ранков, Иван Райков и Александър Воронов.
На 6 юни 2009 г. започва повторно излъчване по Диема 2, всяка събота и неделя от 15:30 до 17:45.
В през декември 2008 г. по GTV е излъчен „Черното влечуго: Назад, напред“ (Blackadder: Back & Forth). Излъчен е отново на 17 април 2009 г. от 19:30 и е повторен от 22:30. Ролите се озвучават от артистите Илиана Балийска, Светлана Смолева, Георги Тодоров, Кирил Бояджиев, който не е кредитиран, и Явор Караиванов.